# Consorophylax montivagus
Consorophylax montivagus là một loài Trichoptera trong họ Limnephilidae. Chúng phân bố ở miền Cổ bắc.